# 全国红色旅游经典景区名录
全国红色旅游经典景区名录，是2016年12月19日国家发展改革委等14家中央、国家部委局与中国铁路总公司联合发布《关于印发全国红色旅游经典景区名录的通知》（发改社会〔2016〕2662号）。

## 背景
中共中央办公厅、国务院办公厅2004年底印发的《2004－2010年全国红色旅游发展规划纲要》中提出重点打造的100个左右的“红色旅游经典景区”，使80%以上达到国家旅游景区3A级以上标准，其中40%要达到4A级标准；到2007年争取有50个“红色旅游经典景区”，年接待规模达到50万人次以上；到2010年争取有80个“红色旅游经典景区”，年接待规模达到50万人次以上。

## 内容
关于印发全国红色旅游经典景区名录的通知

　　　　　　　　　　发改社会〔2016〕2662号

各省、自治区、直辖市及计划单列市、新疆生产建设兵团发展改革委、党委宣传部、财政厅（局）、旅游局、教育厅（委、局）、民政厅（局）、住房城乡建设厅（规划国土委、规划局、规划国土局）、交通厅（委、局）、文化厅（局）、文物局、党史办：

　　按照中央办公厅、国务院办公厅印发的《2016-2020年全国红色旅游发展规划纲要》（以下简称《红色旅游规划》）的要求，现将《全国红色旅游经典景区名录》（以下简称《经典景区名录》）印发你们。请在贯彻实施《红色旅游规划》时，结合《经典景区名录》，进一步开展有关工作。

　　附件：全国红色旅游经典景区名录

　　　　　　　　　　　　　　　　　　　　国家发展改革委

　　　　　　　　　　　　　　　　　　　　中　　宣　　部

　　　　　　　　　　　　　　　　　　　　财　　政　　部

　　　　　　　　　　　　　　　　　　　　旅　　游　　局

　　　　　　　　　　　　　　　　　　　　教　　育　　部

　　　　　　　　　　　　　　　　　　　　民　　政　　部

　　　　　　　　　　　　　　　　　　　　住房城乡建设部

　　　　　　　　　　　　　　　　　　　　交 通 运 输 部

　　　　　　　　　　　　　　　　　　　　文　　化　　部

　　　　　　　　　　　　　　　　　　　　民　　航　　局

　　　　　　　　　　　　　　　　　　　　文　　物　　局

　　　　　　　　　　　　　　　　　　　　铁 路 总 公 司

　　　　　　　　　　　　　　　　　　　　文 献 研 究 室

　　　　　　　　　　　　　　　　　　　　党 史 研 究 室

　　　　　　　　　　　　　　　　　　　　　　　　　　　　　　2016年12月19日

## 景区名单

### 北京市
- 1.天安门广场
- 2.中国人民抗日战争纪念馆、卢沟桥、宛平城
- 3.新文化运动纪念馆
- 4.李大钊烈士陵园
- 5.中国国家博物馆
- 6.中国人民革命军事博物馆
- 7.顺义区焦庄户地道战遗址纪念馆
- 8.北京奥林匹克公园
- 9.圆明园遗址公园
- 10.北京规划展览馆
- 11.宋庆龄故居
- 12.香山双清别墅
- 13.房山区没有共产党就没有新中国纪念馆
- 14.冀热察挺进军司令部旧址陈列馆
- 15.中国航空博物馆

### 天津市
- 1.周恩来邓颖超纪念馆
- 2.平津战役纪念馆
- 3.盘山烈士陵园
- 4.河北区天津市规划展览馆
- 5.和平区中共中央北方局旧址纪念馆
- 6.大沽口炮台遗址博物馆

### 河北省
- 1.石家庄市平山县西柏坡红色旅游系列景区（点）
- 2.石家庄市华北军区烈士陵园
- 3.邯郸市红色旅游系列景区（晋冀鲁豫烈士陵园，武安市晋冀鲁豫中央局旧址，涉县八路军一二九师司令部旧址）
- 4.保定市红色旅游系列景区（留法勤工俭学运动纪念馆，阜平县城南庄晋察冀军区司令部旧址，易县狼牙山风景区，安新县白洋淀景区，清苑县冉庄地道战遗址，唐县白求恩柯棣华纪念馆，涞水县野三坡平西抗日根据地，高阳县布里留法工艺学校旧址、高蠡暴动烈士陵园及纪念馆，涞源县雁宿崖黄土岭战斗遗址，顺平县冀中军区抗战后方基地）
- 5.唐山市红色旅游系列景区（乐亭县李大钊故居和纪念馆，丰润区潘家峪惨案纪念馆）
- 6.邢台市邢台县中国人民抗日军事政治大学陈列馆
- 7.沧州市献县马本斋烈士纪念馆
- 8.承德市隆化县董存瑞烈士陵园及纪念馆
- 9.唐山市开滦矿山博物馆
- 10.承德市宽城县、唐山市迁西县喜峰口长城抗战遗址
- 11.邢台市邢台县前南峪村
- 12.唐山市唐山地震遗址纪念公园
- 13.张家口市张北国防教育基地
- 14.张家口市红色旅游系列景区（晋察冀军区司令部旧址，察哈尔烈士陵园，察哈尔省民主政府旧址，察哈尔民众抗日同盟军烈士纪念塔）

### 山西省
- 1.长治市红色旅游系列景区（武乡县八路军太行纪念馆、武乡县王家峪八路军总部旧址景区、武乡县百团大战砖壁指挥部旧址，黎城县黄崖洞景区，沁源县太岳军区司令部旧址）
- 2.晋中市左权县麻田八路军前方总部旧址景区、左权将军殉难处
- 3.大同市红色旅游系列景区（大同煤矿“万人坑”遗址纪念馆，灵丘县平型关大捷遗址、平型关烈士陵园）
- 4.忻州市红色旅游系列景区（五台县晋察冀军区司令部旧址纪念馆、徐向前故居和纪念馆，代县雁门关伏击战遗址、夜袭阳明堡机场遗址）
- 5.吕梁市红色旅游系列景区（文水县刘胡兰纪念馆，兴县“四八”烈士纪念馆、晋绥边区革命纪念馆，临县中共中央后方委员会旧址、中共中央西北局旧址、陕甘宁晋绥联防军旧址）
- 6.太原市红色旅游系列景区（山西国民师范旧址革命活动纪念馆，太原解放纪念馆，高君宇故居，彭真生平暨中共太原支部旧址纪念馆，双塔陵园）
- 7.阳泉市狮脑山百团大战遗址
- 8.吕梁市石楼县红军东征纪念馆
- 9.晋中市昔阳县大寨展览馆及长治市平顺西沟展览馆

### 内蒙古自治区
- 1.呼和浩特市红色旅游系列景区（乌兰夫故居和纪念馆，武川县大青山抗日游击根据地旧址）
- 2.满洲里市红色国际秘密交通线教育基地
- 3.乌兰浩特市内蒙古自治区政府成立纪念地
- 4.呼伦贝尔市世界反法西斯战争海拉尔纪念园
- 5.锡林郭勒盟多伦县察哈尔抗战遗址（察哈尔抗日同盟军收复多伦指挥部、吉鸿昌将军讲演地、同盟军收复多伦战斗旧址）
- 6.乌兰察布市绥蒙革命纪念馆及田家镇惨案遗址，集宁战役红色纪念地
- 7.和林格尔县绥南革命根据地遗址（托和清地道遗址、革命烈士纪念塔）
- 8.呼伦贝尔市诺门罕战役遗址及陈列馆

### 辽宁省
- 1.沈阳市红色旅游系列景区（“九一八”历史博物馆，抗美援朝烈士陵园，中共满洲省委旧址纪念馆）
- 2.抚顺市红色旅游系列景区（抚顺平顶山惨案遗址纪念馆，抚顺战犯管理所旧址陈列馆）
- 3.丹东市抗美援朝纪念馆、鸭绿江断桥景区
- 4.锦州市红色旅游系列景区（辽沈战役纪念馆，黑山阻击战纪念馆）
- 5.葫芦岛市塔山阻击战纪念馆
- 6.大连市关向应故居纪念馆
- 7.抚顺市雷锋纪念馆
- 8.朝阳市赵尚志纪念馆
- 9.本溪市东北抗联史实陈列馆
- 10.东北老工业基地转型发展系列景区（本溪市本溪湖中国近代煤矿工业遗址园；阜新市海州露天矿国家矿山公园；抚顺煤矿陈列馆）
- 11.沈阳二战盟军战俘营旧址陈列馆
- 12.阜新“万人坑”死难矿工纪念馆

### 吉林省
- 1.四平市红色旅游系列景区（四平战役纪念馆，四平烈士陵园，四平烈士纪念塔；梨树县东北民主联军四平保卫战指挥部旧址）
- 2.白山市红色旅游系列景区（七道江会议旧址，东北抗日联军纪念园，临江市四保临江战役纪念馆及烈士陵园、陈云旧居，靖宇县杨靖宇将军殉难地、城墙砬子东北抗日联军诞生地）
- 3.通化市杨靖宇烈士陵园
- 4.长春市东北沦陷史陈列馆
- 5.长春市长春电影制片厂
- 6.辽源市侵华日军高级战俘营旧址
- 7.白城市中共辽吉省委辽北省政府办公旧址和侵华日军机场遗址群
- 8.珲春大荒沟抗日根据地遗址

### 黑龙江省
- 1.哈尔滨市红色旅游系列景区（东北烈士纪念馆，东北抗联博物馆， 哈尔滨烈士陵园，侵华日军第七三一部队罪证陈列馆）
- 2.哈尔滨市尚志市红色旅游系列景区（尚志市革命烈士陵园、赵一曼被捕地）
- 3.牡丹江市红色旅游系列景区（八女投江革命烈士陵园，海林市杨子荣烈士墓及剿匪遗址，宁安市马骏故居和纪念馆，林口县八女投江殉难地遗址）
- 4.大庆市大庆油田历史陈列馆及铁人王进喜纪念馆
- 5.齐齐哈尔市江桥抗战纪念地
- 6.哈尔滨市中国人民解放军第四野战军前线指挥部旧址
- 7.鸡西市密山市中国空军诞生地—东北民主联军航空学校旧址纪念馆、侵华日军鸡西罪证陈列馆
- 8.北大荒开发纪念地（鸡西市密山市北大荒开发建设纪念馆；双鸭山市友谊县友谊农场）
- 9.鸡西市侵华日军虎头要塞遗址及牡丹江市侵华日军东宁要塞遗址
- 10.绥芬河市秘密交通线纪念馆
- 11.黑河市瑷珲历史陈列馆
- 12.哈尔滨市哈军工纪念馆

### 上海市
- 1.上海红色旅游系列景区（中国共产党第一次全国代表大会会址纪念馆，龙华烈士陵园，宋庆龄陵园，陈云纪念馆，中国共产党第二次全国代表大会会址纪念馆，中共四大纪念馆）
- 2.上海城市规划展示馆
- 3.上海鲁迅纪念馆
- 4.浦东陆家嘴金融贸易区
- 5.上海世博园
- 6.上海淞沪抗战纪念馆
- 7.上海四行仓库抗战纪念馆

### 江苏省
- 1.南京市红色旅游系列景区（梅园新村纪念馆，雨花台烈士陵园，侵华日军南京大屠杀遇难同胞纪念馆，渡江胜利纪念馆，南京条约史料陈列馆）
- 2.江苏新四军红色旅游系列景区（镇江市句容市茅山新四军纪念馆；盐城市新四军纪念馆；泰兴市新四军黄桥战役纪念馆；常熟市沙家浜革命历史纪念馆；常州市新四军江南指挥部纪念馆）
- 3.徐州市淮海战役纪念馆，邳州市禹王山抗日阻击战遗址纪念园
- 4.南通市海安县苏中七战七捷纪念馆
- 5.淮安市红色旅游系列景区（淮阴区八十二烈士陵园，周恩来纪念馆和故居，黄花塘新四军军部旧址，新安旅行团历史纪念馆）
- 6.南京市中山陵
- 7.宿迁市雪枫公园
- 8.泰州市中国人民解放军海军诞生地纪念馆
- 9.常州市瞿秋白故居、张太雷故居及恽代英纪念广场
- 10.南通市如皋市中国工农红军第十四军纪念馆
- 11.连云港市赣榆区抗日山烈士陵园

### 浙江省
- 1.嘉兴市南湖风景名胜区（中共一大旧址）
- 2.绍兴市鲁迅故居及纪念馆
- 3.台州市解放一江山岛战役纪念地
- 4.温州市浙南（平阳）抗日根据地旧址
- 5.宁波市浙东（四明山）抗日根据地旧址
- 6.浙西南革命根据地旧址群（丽水市厦河中共浙江省委机关旧址，龙泉市披云山苏维埃旧址，松阳县安岱后苏维埃旧址，遂昌县王村口苏维埃旧址；衢州市开化县中共浙皖特委旧址，中共闽浙赣省委旧址；温州市泰顺县中共浙闽边临时省委成立旧址）
- 7.湖州市新四军苏浙军区旧址群（长兴县新四军苏浙军区旧址、新四军苏浙军区一纵队司令部旧址、新四军苏浙公学旧址，安吉县反顽自卫战指挥部旧址）
- 8.温州市永嘉县中国工农红军第十三军军部旧址群
- 9.杭州市富阳区侵浙日军投降仪式旧址
- 10.温州市洞头先锋女子民兵连纪念馆

### 安徽省
- 1.安徽新四军红色旅游系列景区（宣城市泾县皖南事变烈士陵园及新四军军部旧址;滁州市定远县藕塘烈士纪念馆及中共中央中原局旧址，来安县新四军二师师部旧址;黄山市黄山岩寺新四军军部旧址；宿州市皖东北革命历史纪念馆暨江上青烈士殉难地;亳州市涡阳县新四军四师纪念馆;合肥市庐江县新四军江北指挥部旧址；淮南市大通万人坑教育馆；天长市龙岗抗大分校纪念馆；安庆市岳西县红二十八军鄂豫皖边区国共和谈旧址；六安市舒城县新四军第四支队纪念馆、黄山红军北上抗日先遣队纪念馆；黄山市黟县皖南苏维埃政府及柯村暴动旧址；芜湖市无为县新四军七师纪念馆）
- 2.安徽省淮海战役系列景区（淮北市濉溪县淮海战役双堆集烈士陵园；宿州市萧县蔡洼淮海战役总前委会议暨华东野战军指挥部旧址）
- 3.皖西南红色旅游系列景区（六安市皖西烈士陵园， 裕安区独山革命旧址群，裕安区苏家埠战役纪念园，金寨县革命烈士陵园、红二十五军军政机构旧址，霍山县诸佛庵镇革命遗址；安庆市岳西县及金寨县红二十八军军政及重建旧址，安庆市太湖县刘家畈高干会议旧址；六安市金安区张家店战役纪念馆）
- 4.芜湖市王稼祥纪念园
- 5.合肥市肥东县渡江战役总前委旧址
- 6.滁州市凤阳县小岗村
- 7.渡江战役系列景区（芜湖市板子矶渡江战役第一登陆点纪念碑；蚌埠市渡江战役总前委孙家圩子旧址）
- 8.“两弹元勋”邓稼先故居

### 福建省
- 1.福州市福建省革命历史纪念馆
- 2.龙岩市红色旅游系列景区（上杭县古田会议旧址及纪念馆、毛泽东才溪乡调查纪念馆，长汀县福建省苏维埃旧址、福音医院旧址、县革命委员会旧址、红四军司令部和政治部旧址、中共福建省委旧址、福建省职工联合会旧址、瞿秋白烈士纪念碑、红军长征出发地（中复村）旧址，连城县红四军政治部旧址、红四军司令部旧址，武平县红四军前敌委员会旧址，龙岩市松毛岭战地遗址）
- 3.三明市红色旅游系列景区（宁化县红军医院旧址、中央红军长征凤凰山出发地旧址、北山革命纪念园，泰宁县红军街，建宁县红一方面军总司令部、总前委、总政治部旧址，清流县红军标语遗址，明溪县红军战地医院遗址，永安市抗战遗址）
- 4.漳州市毛主席率领红军攻克漳州陈列馆及中共闽粤边区特委旧址
- 5.南平市红色旅游系列景区（武夷山赤石、大安红色旅游景区，闽北革命历史纪念馆，坑口革命遗址，邵武市中共苏区闽赣省委旧址、东方县委旧址，光泽县大洲国共谈判旧址，武夷山市上梅暴动、闽北红军中医院及岚谷革命旧址）
- 6.福州市马尾船政旧址
- 7.宁德市闽东红色旅游系列景区（蕉城区中国工农红军闽东独立师旧址，福安市中共闽东特委旧址，蕉城区三都岛红色革命旧址，屏南县革命旧址）
- 8.莆田市涵江区闽中支队司令部旧址
- 9.漳州市东山县谷文昌纪念馆

### 江西省
- 1.南昌市红色旅游系列景区（南昌八一起义纪念馆，方志敏纪念馆，南昌新四军军部旧址，江西革命烈士纪念堂）
- 2.赣西红色旅游系列景区（萍乡市、宜春市铜鼓县、九江市修水县秋收起义纪念地系列景点，萍乡市安源路矿工人运动纪念馆;宜春市万载县湘鄂赣革命根据地旧址，上高县抗日会战遗址；新余市罗坊会议纪念地）
- 3.井冈山红色旅游系列景区
- 4.赣州市、吉安市、抚州市中央苏区政府根据地红色旅游系列景区
- 上饶市上饶集中营革命烈士陵园
- 6.赣东北红色旅游系列景区（上饶市横峰县闽浙皖赣革命根据地旧址群，玉山县中国工农红军北上抗日先遣队纪念馆，铅山县石塘镇新四军整编旧址；景德镇市浮梁县新四军瑶里改编及程家山旧址，乐平市红十军建军旧址，赣东北革命委员会旧址，方志敏旧居）
- 7.吉安市红色旅游系列景区（东固革命根据地，永新三湾改编旧址，泰和县马家洲集中营，遂川县工农兵政府旧址）
- 8.九江市红色旅游系列景区（庐山会议旧址及领袖旧居群，98抗洪精神教育基地，共青城创业史陈列馆，八一起义策源地暨叶挺九江指挥部旧址纪念馆）
- 9.赣州市红色旅游系列景区（宁都县中央苏区反“围剿”旧址及纪念馆，大余县南方红军三年游击战旧址及纪念馆）
- 10.南昌市新建县小平小道陈列馆
- 11.吉安市永新县湘赣革命根据地中心旧址

### 山东省
- 1．济南市红色旅游系列景区（济南革命烈士陵园，济南战役纪念馆，济南市解放阁）
- 2.枣庄市、济宁市铁道游击队红色旅游景区，枣庄市八路军抱犊崮抗日根据地遗址
- 3.枣庄市台儿庄大战遗址
- 4.临沂市红色旅游系列景区（华东革命烈士陵园，蒙阴县、沂南县沂蒙山孟良崮战役遗址，莒南县八路军一一五师司令部，河东区新四军军部旧址，沂南县红嫂家乡常山庄村）
- 5.莱芜市莱芜战役纪念馆
- 6.青岛市中国人民解放军海军博物馆
- 7.威海市环翠区刘公岛甲午海战纪念地
- 8.鲁西南战役纪念系列景区（菏泽市郓城鲁西南战役指挥部旧址，冀鲁豫边区革命纪念馆；济宁市金乡县鲁西南战役纪念馆）
- 9.聊城市孔繁森同志纪念馆
- 10.烟台市海阳地雷战遗址
- 11.烟台市红色旅游系列景区（胶东革命烈士陵园，杨子荣纪念馆，海阳市地雷战纪念馆）
- 12.德州市冀鲁边区革命纪念园
- 13.滨州市渤海革命老区纪念园

### 河南省
- 1.驻马店市确山县竹沟镇确山竹沟革命纪念馆
- 2.信阳市红色旅游系列景区（新县鄂豫皖苏区首府革命博物馆、鄂豫皖苏区革命烈士陵园、首府路和航空路革命旧址、将军故里，商城县金刚台红军洞群，罗山县铁铺镇红二十五军长征出发地，新县箭厂河革命旧址，浉河区四望山新四军第五师师部旧址）
- 3.南阳市叶家大庄桐柏英雄纪念馆
- 4.郑州市二七纪念堂
- 5.兰考县焦裕禄烈士陵园
- 6.安阳市林州市红旗渠
- 7.商丘市永城市淮海战役陈官庄战斗遗址
- 8.南阳市镇平县彭雪枫故居及纪念馆
- 9.濮阳市清丰县单拐革命旧址
- 10.安阳马氏庄园(刘邓大军指挥部旧址)
- 11.新乡市南太行创业精神红色旅游景区（刘庄、京华村、唐庄、裴寨村、郭亮洞）
- 12.周口市扶沟县吉鸿昌将军纪念馆
- 13.洛阳市八路军驻洛办事处纪念馆
- 14.鹤壁市石林会议旧址

### 湖北省
- 1.武汉市红色旅游系列景区（江岸区八七会议会址纪念馆，武昌区毛泽东旧居及中央农民运动讲习所旧址纪念馆）
- 2.黄冈市大别山红色旅游区（麻城市乘马会馆，麻城烈士陵园，红安县黄麻起义和鄂豫皖苏区革命烈士陵园，英山县英山烈士陵园、红二十八军红军医院旧址等，罗田县胜利烈士陵园，红安县大别山抗日军政学校旧址、刘邓大军挺进大别山指挥部旧址，黄冈革命烈士陵园）
- 3.湘鄂西红色旅游系列景区（荆州市洪湖市湘鄂西革命根据地旧址群，湘鄂西苏区革命烈士陵园）
- 4.孝感市红色旅游系列景区（大悟县宣化店谈判旧址、新四军五师旧址）
- 5.武汉市辛亥革命系列景区（武昌区辛亥革命武昌起义纪念馆及首义广场，江夏区中山舰纪念馆）
- 6.咸宁市咸安区北伐战争汀泗桥战役遗址
- 7.湘鄂赣红色旅游系列景区（黄石市阳新县湘鄂赣边区鄂东南革命烈士陵园、湘鄂赣革命根据地旧址群，大冶市红三军团建军旧址；鄂州市梁子湖区湘鄂赣军区司令部旧址）
- 8.荆州市抗洪及荆江分洪工程
- 9.宜昌市长江三峡水利枢纽工程
- 10.襄樊市宜城市张自忠纪念馆
- 11.黄冈市黄州区陈潭秋故居
- 12.随州市曾都区新四军第五师旧址群
- 13.恩施自治州鹤峰县五里坪系列景区（湘鄂边苏区革命烈士陵园、五里坪革命旧址群、鼓锣山三十二烈士殉难处、中营红三军军部旧址）

14.咸丰忠堡大捷遗址及烈士陵园

### 湖南省
- 1.湘潭市韶山市毛泽东故居和纪念馆
- 2.长沙市红色旅游系列景区（湖南第一师范学校旧址，中共湘区委员会旧址暨毛泽东、杨开慧故居，宁乡县花明楼刘少奇故居和纪念馆，浏阳市文家市镇秋收起义会师旧址纪念馆，长沙县杨开慧故居和纪念馆，岳麓山景区，何叔衡、谢觉哉故居，湖南雷锋纪念馆）
- 3.湘潭市湘潭县彭德怀故居和纪念馆
- 4.岳阳市红色旅游系列景区（平江县平江起义旧址，汩罗市任弼时故居，华容县湘鄂西革命根据地）
- 5.郴州市红色旅游系列景区（宜章县湘南暴动指挥部旧址，桂东县“三大纪律六项注意”颁布旧址，汝城县湘南起义汝城会议旧址）
- 6.衡阳市衡东县罗荣桓故居
- 7.张家界市红色旅游系列景区（桑植县贺龙故居和纪念馆、刘家坪红二方面军长征出发地）
- 8.湘西土家族苗族自治州永顺县湘鄂川黔革命根据地旧址
- 9.湘潭市湘乡东山学校旧址
- 10.怀化市红军长征通道会议旧址
- 11.衡阳市南岳忠烈祠
- 12.怀化市芷江县中国人民抗日战争胜利芷江受降旧址、飞虎队纪念馆
- 13.株洲市红色旅游系列景区（茶陵县工农兵政府旧址，炎陵县红军标语博物馆）
- 14.胡耀邦故居和陈列馆

### 广东省
- 1.广州市红色旅游系列景区（毛泽东同志主办农民运动讲习所旧址，广州起义纪念馆和烈士陵园）
- 2.梅州市梅县叶剑英元帅纪念馆
- 3.惠州市惠阳区叶挺纪念馆
- 4.深圳市博物馆（新馆）及莲花山公园
- 5.汕尾市海丰县红宫红场旧址、彭湃故居
- 6.中山市孙中山故居和纪念馆
- 7.广州市三元里人民抗英斗争纪念馆
- 8.广州市黄花岗七十二烈士墓
- 9.广州市黄埔陆军军官学校旧址
- 10.东莞市鸦片战争博物馆
- 11.梅州市大埔县“八一”起义军三河坝战役纪念园
- 12. 韶关南雄市梅关古道景区
- 13. 河源市五兴龙县中央苏区苏维埃政府旧址及兵工厂旧址

### 广西壮族自治区
- 1.左右江红色旅游系列景区（百色市红七军军部旧址，乐业县红七军和红八军会师地旧址;崇左市龙州县红八军军部旧址;河池市东兰县韦拔群故居及纪念馆，东兰烈士陵园，广西农民运动讲习所旧址，红七军前敌委员会旧址）
- 2.桂林市红色旅游系列景区（八路军驻桂林办事处旧址，兴安县界首镇红军长征突破湘江烈士纪念碑园，湘江战役灌阳新圩阻击战旧址，湘江战役全州觉山铺阻击旧址）
- 3.贵港市桂平县太平天国金田起义旧址
- 4.崇左市凭祥市镇南关大捷遗址，龙州小连城要塞遗址，凭祥大连城要塞遗址
- 5.昆仑关战役旧址景区（南门牌坊、北门牌坊、阵亡将士纪念塔、阵亡将士公墓、抗战碑亭、草帽山战场工事遗址、昆仑关战役博物馆）

### 海南省
- 1.五指山市五指山革命根据地纪念园
- 2.海口市琼山区琼崖工农红军云龙改编旧址
- 3.琼海市红色娘子军纪念园
- 4.定安县母瑞山革命根据地纪念园
- 5.万宁市六连岭革命遗址
- 6.文昌市张云逸大将纪念馆
- 7.海口市解放海南岛战役烈士陵园，临高角解放海南纪念塑像热血丰碑及解放纪念园，澄迈县解放海南战役决战胜利纪念碑
- 8.海南岛抵抗外来侵略纪念景区（海口市秀英炮台、昌江县海南铁矿死难矿工纪念碑、三亚市田独万人坑、西沙永兴岛纪念碑）

### 重庆市
- 1.重庆市红色旅游系列景区（渝中区红岩革命纪念馆，沙坪坝区歌乐山革命纪念馆，“11.27”大屠杀遗址，红岩魂广场及陈列馆，中美合作所，国民党军统集中营，开州区刘伯承故居及纪念馆，江津区聂荣臻元帅陈列馆，酉阳县赵世炎烈士故居，潼南县杨闇公旧居及烈士陵园，川陕苏区城口县苏维埃政权遗址，酉阳南腰界革命根据地，万州革命烈士陵园）
- 2.中共中央南方局暨八路军驻重庆办事处旧址
- 3.国共合作遗址群及抗日民族统一战线遗址群
- 4.邱少云烈士纪念馆

### 四川省
- 1.广安市红色旅游系列景区（邓小平故居和纪念馆，华蓥市华蓥山游击队遗址）
- 2.巴中市、达州市、广元市、南充市川陕革命根据地红色旅游系列景区（巴中市通江县红四方面军总指挥部旧址纪念馆、川陕革命根据地红军烈士陵园，南江县巴山游击队纪念馆，平昌县刘伯坚纪念馆；达州市万源市万源保卫战战史陈列馆；广元市剑阁县红军攻克剑门关遗址，苍溪县红军渡纪念地，旺苍县红军街；南充市仪陇县朱德故居纪念馆；广元市苍溪县黄猫垭战役遗址；南充市阆中市红四方面军革命纪念馆；巴中市巴州区川陕革命根据地博物馆；达州市通川区宣达战役纪念馆，达州市宣汉县红三十三军纪念馆）
- 3.四川红军长征红色旅游系列景区（凉山州会理县皎平渡红军渡江遗址、会理会议遗址，冕宁县彝海结盟遗址、红军长征纪念馆；泸州市古蔺县红军四渡赤水太平渡陈列馆；雅安市宝兴县夹金山红军纪念碑，石棉县安顺场红军强渡大渡河纪念地；甘孜州泸定县红军飞夺泸定桥纪念馆、磨西镇毛泽东住地旧址，甘孜县朱德司令和五世格达活佛纪念馆；阿坝州若尔盖县巴西会议旧址，马尔康市卓克基会议旧址，红原县瓦切红军长征纪念遗址，小金县两河口会议旧址，松潘县红军长征纪念碑碑园，黑水县芦花会议会址；成都市邛崃市红军长征纪念馆；泸州市叙永县鸡鸣三省石厢子会议旧址；阿坝州小金县达维会师遗址）
- 4.宜宾市宜宾县赵一曼纪念馆
- 5.资阳市乐至县陈毅故居
- 6.绵阳市“两弹一星”国防科技教育基地
- 7.凉山州中国西昌卫星发射中心
- 8.“5.12”汶川大地震抗震救灾系列景区（阿坝州汶川县映秀镇汶川地震震中纪念地、汶川县水磨古镇，阿坝州理县桃坪羌寨；绵阳市北川县地震遗址博物馆、北川县永昌镇；绵竹市汉旺东汽工业遗址纪念地；青川县东河口地震遗址公园；成都市“万众一心、众志成城”抗震救灾主题展览馆，成都市崇州街子古镇等反映灾后重建成果的景区；都江堰市虹口深溪沟地震遗址纪念地等遗址遗迹及纪念馆）
- 9.泸州市泸顺起义旧址

### 贵州省
- 1.贵州红军长征红色旅游系列景区（遵义市遵义会议纪念馆，红花岗区红军山烈士陵园，汇川区、桐梓县娄山关景区；赤水市赤水红20军烈士陵园，黄陂洞战斗遗址，丙安红一军团陈列馆；习水县、赤水市、仁怀市风溪渡口红军四渡赤水纪念地；黔南州瓮安县、遵义市余庆县、遵义县和贵阳市息烽县乌江景区；黔东南州黎平县黎平会议旧址；印江县木黄会师纪念地；遵义市苟坝会议旧址）
- 2.贵阳市息烽集中营革命历史纪念馆
- 3.安顺市王若飞故居
- 4.黔南州独山县深河桥抗战遗址
- 5.铜仁市周逸群烈士故居
- 6.黔南州荔波县邓恩铭烈士故居
- 7.铜仁市石阡县红二六军团革命遗址（红二、六军团总指挥部会议旧址及陈列馆、甘溪红军战斗遗址、困牛山红军集体跳崖遗址）
- 8.黔西南州史迪威公路晴隆二十四道拐遗址

### 云南省
- 1.云南红军长征红色旅游系列景区（曲靖市会泽县水城红军扩军旧址；昆明市禄劝县皎平渡，寻甸县红军长征柯渡纪念馆；丽江市玉龙县石鼓红军渡口；楚雄州元谋县龙街红军横渡金沙江渡口；昭通市威信县扎西会议纪念馆；迪庆州香格里拉县独克宗古城红军长征纪念馆）
- 2.昆明市西南联合大学旧址、陆军讲武堂旧址、“一二一” 纪念馆及四烈士墓
- 3.普洱市民族团结誓词碑
- 4.保山市龙陵县滇西抗战松山战役遗址及腾冲县滇西抗战纪念馆、施甸县抗战江防遗址
- 5.边疆民族抗英纪念遗址（怒江州泸水县片马抗英遗址；临沧市沧源县班洪抗英遗址）
- 6.昭通市罗炳辉将军故居及乌蒙回旋战旧址
- 7.南洋华侨机工回国抗日纪念遗址（畹町桥、黑山门战斗遗址）
- 8.怒江驼峰航线纪念馆
- 9.保山市施甸县杨善洲精神教育基地（善洲林场第一代场部、善洲墓园、善洲小道、陈列室）

### 西藏自治区
- 1.西藏山南地区乃东县泽当镇山南烈士陵园
- 2.拉萨市红色旅游系列景区（中央人民政府驻藏代表楼旧址，拉萨烈士陵园，青藏铁路拉萨站）
- 3.日喀则地区江孜县宗山抗英遗址，康马县乃宁曲德抗英遗址
- 4.昌都烈士陵园
- 5. 阿里地区噶尔县中共西藏工委阿里分工委旧址

### 陕西省
- 1.西安市红色旅游系列景区（八路军西安办事处纪念馆，“西安事变”纪念馆）
- 2.汉中市川陕革命根据地纪念馆
- 3.延安市延安革命纪念地系列景区（延安革命纪念馆，枣园革命旧址，杨家岭革命旧址，王家坪革命旧址，凤凰山革命旧址，清凉山革命旧址，“四八”烈士陵园，洛川县洛川会议纪念馆，子长县瓦窑堡会议旧址，宝塔山景区，桥儿沟革命旧址，南泥湾革命旧址，中共中央西北局革命旧址，陕甘宁边区政府旧址，志丹县保安革命旧址，吴起镇革命旧址，中国人民抗日军政大学纪念馆）
- 4.咸阳市旬邑县马栏革命旧址
- 5.铜川市陕甘边照金革命根据地旧址
- 6.渭南市华州区渭华起义纪念馆
- 7.榆林市红色旅游系列景区（米脂县杨家沟革命旧址，佳县神泉堡革命纪念馆，绥德县革命历史纪念馆）
- 8.宝鸡市红色旅游系列景区（凤县两当起义纪念地，眉县扶眉战役纪念馆）
- 9.陕南红军革命根据地系列景区（汉中市洋县华阳红二十五军司令部旧址，西乡县红二十九军军部旧址及红四方面军总后医院旧址；安康市汉滨区牛蹄岭战役遗址；商洛市商南县前坡岭战斗遗址）
- 10.咸阳市泾阳县安吴青训班革命旧址
- 11.黄陵县陕甘边小石崖革命旧址
- 12.靖边县小河会议旧址
- 13.富平县红色旅游系列景区（富平县青少年教育基地、八路军120师抗日誓师纪念地、渭北革命根据地交通联络站故址、康庄战斗烈士陵园）

### 甘肃省
- 1.甘肃红军长征红色旅游系列景区（白银市会宁县红军长征会师旧址；甘南州迭部县腊子口战役遗址；陇南市宕昌县哈达铺红军长征纪念馆；定西市岷县岷州会议纪念馆，通渭县榜罗镇革命遗址；武威市古浪县红军西路军古浪战役遗址，俄界会议旧址和茨日那毛主席旧居）
- 2.兰州市城关区八路军兰州办事处旧址
- 3.庆阳市华池县陕甘边区苏维埃政府旧址
- 4.张掖市高台县高台烈士陵园
- 5.庆阳市环县山城堡战役遗址
- 6.平凉市中国工农红军长征界石铺纪念园
- 7.陇南市两当县两当兵变旧址
- 8.酒泉市玉门油田
- 9.张掖市山丹艾黎纪念馆
- 10.甘南州舟曲特大山洪泥石流地质灾害纪念公园

### 青海省
- 1.西宁市中国工农红军西路军纪念馆
- 2.海北州青海原子城遗址
- 3.玉树抗震救灾纪念馆
- 4.果洛州班玛县红军沟革命遗址
- 5.海东市循化县十世班禅大师故居

### 宁夏回族自治区
- 1.六盘山红军长征纪念景区（固原市隆德县六盘山长征纪念馆，西吉县中国工农红军长征将台堡会师纪念碑，兴隆镇单家集红军长征遗址，泾源县老龙潭革命烈士纪念亭）
- 2.吴忠市同心县红军西征红色旅游系列景区（陕甘宁省豫海县回民自治政府旧址、红军西征纪念园、豫旺堡西征红军总指挥部旧址）
- 3.吴忠市盐池县革命烈士纪念馆
- 4.银川市永宁县中华回乡文化园

### 新疆维吾尔自治区
- 1.乌鲁木齐市八路军驻新疆办事处纪念馆
- 2.乌鲁木齐市革命烈士陵园
- 3.哈密市红军西路军进疆纪念园
- 4.克拉玛依市克拉玛依一号井
- 5.和田地区于田县库尔班·吐鲁木纪念馆
- 6.巴音郭勒州马兰军博园
- 7.伊犁州林则徐纪念馆
- 8.克州阿图什市赛福鼎·艾则孜故居

### 新疆生产建设兵团
- 1.石河子市红色旅游系列景区（新疆生产建设兵团军垦博物馆，第八师周恩来总理纪念馆）
- 2.第一师阿拉尔市三五九旅屯垦纪念馆
- 3.新疆生产建设兵团系列景区（第十师卫国戍边红色景区，第十四师革命历史－屯垦戍边纪念馆，第八师小李庄军垦旧址）
- 4.新疆生产建设兵团第六师五家渠市军垦博物馆